# Splanchnopleure
La splanchnopleure (ou mésoblaste viscéral intra-embryonnaire) est le feuillet interne de la portion ventrale du mésoderme, issu du clivage des lames latérales du mésoblaste intra-embryonnaire chez les métazoaires triploblastiques uniquement, par opposition à la somatopleure. Chez l'Homme, la splanchnopleure se met en place entre le 23e et le 28e jour du développement embryonnaire. Elle est en contact avec la vésicule vitelline secondaire.
La splanchnopleure forme avec l'endoblaste la paroi du tube digestif.
Elle est à l'origine chez l'homme du:
- Tissu conjonctif et muscle lisse des viscères
- Diaphragme
- Système cardiovasculaire
- Moelle osseuse (organe hématopoïétique)
- Organes lymphoïdes[3]